# 雷轟 rolling thunder PAX JAPONICA
『雷轟 rolling thunder PAX JAPONICA』（らいごう ローリングサンダー パックス・ヤポニカ）は、押井守の小説。2006年単行本発行。
幸運によって太平洋の覇権国家となってしまった日本を描く「PAX JAPONICA」シリーズの第一作。PAX JAPONICAシリーズは東京要塞化計画(仮)という企画が原案となっている。

## 作品の設定
- 南北戦争のアンティータムの戦いにおいて南軍がワシントンD.Cに突入、イギリスとフランスの介入によって南北ふたつのアメリカが成立する。長大な国境線を抱え海外進出が遅れた「合衆国」と「連合」に代わり、日本が太平洋の覇権を握った世界が舞台。
- 第一次世界大戦と第二次世界大戦にはアメリカは参戦しなかったが日本が肩入れした連合国側が勝利した。
- 日英仏を中心とした西側諸国が戦う冷戦の最中、ベトナム戦争におけるローリング・サンダー作戦（北爆）が本作では描かれる。

## あらすじ

### アンティータム
1862年、アンティータム。南軍兵士のマーク軍曹は後にブラッディ・レーンと名づけられた農道で戦っていた。既に戦闘はピークを迎えており、南軍戦線中央部の崩壊は時間の問題となっていた。北軍第二軍団の消耗は激しく、その攻勢は限界に達していたものの、無傷の予備戦力を投入する事で南軍の戦線は破綻しこの戦争に決着をつけられる――その筈だった。

### ヤマトステーション
1966年、南シナ海洋上。二隻の翔鶴型航空母艦と一隻の護衛空母が「砲艦外交」のため遊弋していた。日本空軍予備中尉の醐堂はレシプロ戦闘爆撃機を駆り、退屈な爆撃任務を繰り返す。厳格で無意味な交戦規定と食生活に悩まされつつ「勝てない戦争」を続ける醐堂だったが、ある日僚機が被弾し…。

### 解説篇
前身企画となった東京要塞化計画(仮)企画書や押井守のインタビュー、岡部いさくによる解説が収録されている。